# Tibacuy (kommun)
Tibacuy är en kommun i Colombia.   Den ligger i departementet Cundinamarca, i den centrala delen av landet, 60 km sydväst om huvudstaden Bogotá. Antalet invånare är 4 843. Arean är 84 kvadratkilometer.
Terrängen i Tibacuy är kuperad åt sydost, men åt nordväst är den bergig.